# جنگ لازستان
جنگ لازستان، شناخته‌شده در میان گرجیان به نام جنگ بزرگ اگریسی (گرجی: ეგრისის დიდი ომი؛ آوانویسی به لاتین: Egrisis Didi Omi)، جنگی بود که میان شاهنشاهی ایران و امپراتوری روم شرقی برای سلطه بر منطقه لازستان در گرجستان باستان روی داد. جنگ لازستان بیش از بیست سال، از ۵۴۱ تا ۵۶۲، طول کشید و با پیروزی نسبی ایرانیان به پایان رسید. در پایان، مطابق عهدنامه صلح پنجاه‌ساله، ایران پذیرفت که در ازای دریافت خراج سالانه از امپراتوری روم، پایان جنگ را بپذیرد. جنگ لازستان با جزئیات زیاد در تواریخ پروکوپیوس و آگاتیاس روایت شده است.

## لازستان
لازستان یا اگریسی، منطقه‌ای در سواحل شرقی دریای سیاه است که بر راه‌های مهم کوهستانیِ قفقاز به دریای خزر اشراف کامل دارد. از همین رو، این منطقه به لحاظ استراتژیک برای هر دو امپراتوری ایران و روم، از اهمیت بالایی برخوردار بود. برای رومیان، حیاتی بود که این منطقه را در اختیار داشته باشند زیرا در این صورت می‌توانستند از پیشروی بیشتر ایرانیان در ایبری غربی و سواحل دریای سیاه جلوگیری کنند. برای ایرانیان، مهم بود تا این منطقه را در اختیار داشته باشند تا علاوه بر دسترسی به راه‌های دریایی، بتوانند برای تسلط کامل بر ایبری تلاش کنند.

## پیش‌زمینه
در پیمان‌نامه «صلح‌ابدی» که در سال ۵۳۲، حدود نه سال قبل، میان ایران و روم به امضا رسید، ساسانیان لازستان را به عنوان منطقه تحت نفوذ امپراتوری روم شرقی به رسمیت شناختند. حدوداً یک دهه قبل، رومیان که می‌دانستند سلطه آنان بر این منطقه سست است، برای محکم‌کردن جای پای خود به شاه لازستان، یعنی تزاث یکم، دستور داده بودند تا به مسیحیت درآید و او نیز چنین کرد. وی در قسطنطنیه حاضر شد و در حضور ژوستین یکم غسل تعمید داده شد.
اما اوضاع برای پادشاهان لازستان خوب پیش نرفت. در سال ۵۳۶، رومیان عملاً این منطقه را به منطقه تحت‌الحمایه خود تبدیل کردند و پادشاه این منطقه عملاً همه اختیارات خود را از دست داد. تزیبوس که به عنوان فرمانده نظامی رومی در لازستان حضور داشت و عملاً قدرت در دست او بود، تجارت بازرگانان لاز را به سود بازرگانان رومی محدود کرد که این اتفاق منجر به یک شورش سراسری در سال ۵۴۱ گردید. گوبازس دوم لازستان که در این زمان شاه لازستان بود، به صورت مخفیانه از ایران درخواست کمک کرد و شاهنشاه ایران، خسروی یکم نیز با اجابت درخواست او، به روم شرقی اعلان جنگ داد.

## جنگ
ایرانیان به سرعت وارد لازستان شدند و دژ اصلی رومیان در این منطقه، یعنی پترا را فتح کردند و پس از آن لازستان به دست‌نشانده ایران تبدیل شد. نیروهای رومی در پاسخ دو سال بعد در ۵۴۳ به ارمنستان ایران حمله‌ور شدند، اما توسط ایرانیان عقب رانده شدند.
خسرو انوشیروان به دنبال این بود تا لازستان را به عنوان یک استانِ ساسانی ضمیمه شاهنشاهی خود کند، اما این تصمیم به مزاق اهالی منطقه خوش نیامد. در سال ۵۴۸، گوبازس دوباره درخواست کمک کرد، اما این بار از ژوستینیان یکم، امپراتور روم. ژوستینیان هشت هزار نفر را به رهبری داگستائس به منطقه فرستاد و دژ پترا را محاصره کرد، اسپهبد ایرانی، مهرمهرویه در ۵۴۹ نیروهای رومی که در از گذرگاه‌ها پاسداری می‌کردند را شکست داد و بدین طریق محاصره پترا پایان پذیرفت. او سپس با سه هزار نفر به سمت ارمنستان راه افتاد و پنج هزار نفر را در لازستان نگه داشت. اما او به همراه سپاهیانش در نبرد رود فاسیس از نیروهای رومی به رهبری داگستائس شکست خورد. یورش مجدد ساسانیان به این منطقه نیز حاصلی در پی نداشت و خوریان، فرمانده سپاه ایرانی نیز در نبرد رود هیپیس کشته شد.
بساس، ژنرال رومی که به تازگی به این منطقه اعزام شده بود، شورش قبایل اباسگی که طرفدار ایران بودند را سرکوب کرد و در ۵۵۱ در نبرد ارکیوپولیس مهرمهرویه را شکست داد. اما مهرمهرویه در نبردهای بعدی موفق شد تا دو دژ بسیار حیاتی کوتایس و اوثیمروس را فتح کند و رفت‌وآمد رومیان در منطقه را دشوار سازد. در تابستان سال ۵۵۵، مهرمهرویه در نبرد تلفیس-اولاریا به سختی رومیان را شکست داد و آنان را مجبور به عقب‌نشینی کرد.
پس از مرگ مهرمهرویه، نوچهرگان به عنوان فرمانده جدید سپاه ایران برگزیده شد. او حمله نیروهای بیزانسی به مواضع ایران در اونگوریس را عقب راند و دشمن را از ارکیوپولیس بیرون کرد، شهری که مهرمهرویه دو مرتبه در فتح آن ناکام مانده بود. این شکست‌ها، منجر به آغاز اختلافاتی در میان نیروهای لازستان و روم شرقی شد. گوبازس شخصاً به امپراتور ژوستینیان شکایت برد و او نیز بسوس را به قسطنطنیه فراخواند؛ اما ژنرال‌های باقی مانده در منطقه گوبازس را به قتل رساندند. لازهای تزاثس، برادر جوان‌تر گوبازس را به عنوان شاه جدید خود انتخاب کردند و تحقیقات بر روی مرگ گوبازس آغاز شد. در نهایت روستیکوس و جان - که گوبازس را به قتل رسانده بودند - شناسایی شدند و پس از یک محاکمه اعدام گردیدند. در سال ۵۵۶، متحدین آرکیوپولیس را پس گرفتند و در نبرد فاسیس، نوچهرگان را عقب راندند. پس از آن، شورش قبایل کوهستانی میسیمیناس - که از طرفداران ایران بودند - توسط رومیان سرکوب شد. این آخرین برخورد نظامی مهمی بود که در این جنگ روی داد.

## صلح
در سال ۵۵۷، جنگ متارکه شد و از ستیز میان دو امپراتوری کاسته شد. در نهایت، در سال ۵۶۲ در دارا، پیمان‌نامه صلح پنجاه‌ساله به امضا رسید. مرزهای پیش از آغاز جنگ دوباره برقرار شدند و قرار شد تا رومیان به صورت سالانه به ایران خراج پرداخت کنند.